# Distrito electoral de Residentes en el Extranjero (Perú)
Residentes en el Extranjero (también conocido como Peruanos en el Exterior o PEX) es uno de los 27 distritos electorales representados en el Congreso de la República del Perú. La circunscripción elige actualmente a 2 congresistas. El sistema electoral utiliza el método D'Hondt y una representación proporcional con doble voto preferencial opcional.

## Representantes
| Congresistas (2021–actualidad) | Congresistas (2021–actualidad) | Congresistas (2021–actualidad) |
| Legislatura                    | Elección                       | Distribución                   |
| ------------------------------ | ------------------------------ | ------------------------------ |
| Periodo 2021-2026              | 2021                           | \| 1 \| 1 \|                   |
| 1                              | 1                              |                                |

## Elecciones

### Elecciones parlamentarias de 2021
| Partidos y coaliciones | Partidos y coaliciones                    | Voto popular | Voto popular | Voto popular | Escaños | Escaños |
| Partidos y coaliciones | Partidos y coaliciones                    | Votos        | %            | ±pp          | Total   | +/−     |
| ---------------------- | ----------------------------------------- | ------------ | ------------ | ------------ | ------- | ------- |
|                        | Renovación Popular (RP)                   | 28,614       | 19.96        | n/a          | 1       | +1      |
|                        | Fuerza Popular (FP)                       | 20,049       | 13.98        | n/a          | 1       | +1      |
|                        | Juntos por el Perú (JP)                   | 16,436       | 11.46        | n/a          | 0       | ±0      |
|                        | Avanza País (AvP)                         | 14,763       | 10.30        | n/a          | 0       | ±0      |
|                        | Partido Morado (PM)                       | 11,165       | 7.79         | n/a          | 0       | ±0      |
|                        | Acción Popular (AP)                       | 10,383       | 7.24         | n/a          | 0       | ±0      |
|                        | Perú Libre (PL)                           | 9,018        | 6.29         | n/a          | 0       | ±0      |
|                        | Victoria Nacional (VN)                    | 8,284        | 5.78         | n/a          | 0       | ±0      |
|                        | Somos Perú (SP)                           | 5,671        | 3.96         | n/a          | 0       | ±0      |
|                        | Alianza para el Progreso (APP)            | 3,856        | 2.69         | n/a          | 0       | ±0      |
|                        | Partido Popular Cristiano (PPC)           | 3,756        | 2.62         | n/a          | 0       | ±0      |
|                        | Frente Popular Agrícola del Perú (Frepap) | 3,230        | 2.25         | n/a          | 0       | ±0      |
|                        | Partido Nacionalista Peruano (PNP)        | 1,943        | 1.36         | n/a          | 0       | ±0      |
|                        | Unión por el Perú (UPP)                   | 1,726        | 1.20         | n/a          | 0       | ±0      |
|                        | Frente Amplio (FA)                        | 1,462        | 1.02         | n/a          | 0       | ±0      |
|                        | Perú Patria Segura (PPS)                  | 1,402        | 0.98         | n/a          | 0       | ±0      |
|                        | Democracia Directa (DD)                   | 845          | 0.59         | n/a          | 0       | ±0      |
|                        | Renacimiento Unido Nacional (RUNA)        | 782          | 0.55         | n/a          | 0       | ±0      |
|                        |                                           |              |              |              |         |         |
| Total                  | Total                                     | 143,385      |              |              | 2       | +2      |
|                        |                                           |              |              |              |         |         |
| Votos válidos          | Votos válidos                             | 143,385      | 62.24        | n/a          |         |         |
| Votos en blanco        | Votos en blanco                           | 21,741       | 9.44         | n/a          |         |         |
| Votos nulos            | Votos nulos                               | 65,236       | 28.32        | n/a          |         |         |
| Votos emitidos         | Votos emitidos                            | 230,362      | 23.11        | n/a          |         |         |
| Abstenciones           | Abstenciones                              | 766,671      | 76.89        | n/a          |         |         |
| Votantes registrados   | Votantes registrados                      | 997,033      |              |              |         |         |
|                        |                                           |              |              |              |         |         |
| Fuente:                |                                           |              |              |              |         |         |